# Brian Scully
Brian Scully (Springfield, Massachusetts; 10 de agosto de 1953) es un productor y escritor estadounidense. Destaca por su trabajo en Los Simpson y Complete Savages entre otros trabajos. Es el hermano mayor del productor y escritor Michael Scully.

## Trabajo
Brian Scully ha tenido diferentes cargos y responsabilidades en varias series de televisión, empezando por la serie Out of This World, donde participó en ocho episodios desde 1988 hasta 1991. También estuvo en 1991 en la serie Married with Children donde colaboró con un solo episodio. Un caso parecido fue con la serie The Royal Family, pero aunque en esta estuviera también en un solo año (1992), participó en seis capítulos de la temporada. Después de esto estuvo inactivo durante cinco años, hasta que en 1997 entró como coproductor de Los Simpson, serie que le otorgó a él y a sus compañeros de equipo (entre los que se encontraba su hermano Mike) un premio Emmy un año después. Colaboró con un total de catorce capítulos en la serie.
Abandonó Los Simpson en 1999 para dedicarse de lleno a la serie The Drew Carey Show, donde estuvo desde ese año hasta 2001, e hizo el mayor trabajo de productor de su carrera con treinta y ocho episodios. Colaboró también con un episodio de la serie Bob Patterson en Halloween de 2001. En 2004 se introdujo en otro de sus trabajos destacados, Complete Savages, donde trabajó en quince capítulos como coproductor ejecutivo hasta el año siguiente, 2005.
El último trabajo donde estuvo fue con la popular serie Family Guy en 2008, donde fue el escritor de un único episodio.

### Participación en Los Simpson
Su trabajo en Los Simpson duró dos años, pero fue el que le hizo ganar aquel premio Emmy en 1998. Su participación en la serie fue como coproductor en 1997 y 1998. En 1999 fue en un capítulo como productor, y los demás como escritor. Estos capítulos de a continuación fueron en los que participó Scully.
| Año  | Capítulo                         | Cargo       |
| ---- | -------------------------------- | ----------- |
| 1997 | Treehouse of Horror VIII         | Coproductor |
| 1997 | The Cartridge Family             | Coproductor |
| 1997 | Bart Star                        | Coproductor |
| 1997 | The Two Mrs. Nahasapeemapetilons | Coproductor |
| 1997 | Lisa the Skeptic                 | Coproductor |
| 1997 | Realty Bites                     | Coproductor |
| 1997 | Miracle on Evergreen Terrace     | Coproductor |
| 1998 | Bart Carny                       | Coproductor |
| 1998 | Das Bus                          | Coproductor |
| 1998 | Lost Our Lisa                    | Escritor    |
| 1998 | Natural Born Kissers             | Coproductor |
| 1999 | Viva Ned Flanders                | Productor   |
| 1999 | Sunday, Cruddy Sunday            | Escritor    |
| 1999 | Make Room for Lisa               | Escritor    |